# شابران
شابَران (به لاتین: Şabran، پیش‌تر دوه‌چی Dəvəçi به‌معنی شتربان و گاه با نام دوه‌چی‌بازار Dəvəçibazar) شهری در شهرستان شابران واقع در کشور جمهوری آذربایجان است.

## جغرافیا
این شهر ۱۲۲ کیلومتر از شهر باکو فاصله دارد و بخشی از استان قوبا-خاچماز به شمار می‌آید.
رودخانه‌ای به نام شابران (Şabrançay) به بلندی ۵۳ کیلومتر از رشته‌کوه قفقاز بزرگ سرچشمه می‌گیرد و از این شهر می‌گذرد.

## مردم و جمعیت‌شناسی
جمعیت این شهر بر اساس سرشماری سال ۱۹۸۹ میلادی، ۱۸٫۶۴۷ نفر، بر اساس سرشماری سال ۲۰۰۸ میلادی، ۲۲٫۰۰۰، و براساس سرشماری سال ۲۰۱۰ میلادی، ۲۳۲۴۸ نفر بوده است که بیشترین میزان جمعیت را تات‌ها و گروهی را آذری‌ها تشکیل می‌دهند.

## تاریخ
مرکز شروانشاهان در گذشته شهر شابران (شاوَران) بوده است. در فرهنگ آنندراج آمده که می‌گویند چاه بیژن در حدود شابران بوده‌است. در حدود العالم آمده‌است که سنگ محک از شابران به همه جهان برده می‌شده‌است. سنگ محک سنگی سیاه و سخت است که طلا و نقره را بدان می‌آزمایند.
نام شابران از شهر تاریخی مربوط به قرون وسطا با همین نام آمده است که بندری در ۱۵ کیلومتری شمال این شهر بود.
بر اساس یک سرشماری در سال ۱۸۳۱ میلادی در شهر قبه و آبادی‌های پیرامون آن انجام شد، ۳۷۵ تن در آبادی دوه‌چی (شابران کنونی) زندگی می‌کردند که عمدتاً به کشاورزی و دامپروری مشغول بودند..
بر اساس یک سرشماری در سال ۱۸۸۶ میلادی آبادی دوه‌چی ۱۰۱۷ تن جمعیت (عمدتاً تاتارها/آذری‌ها ذکر شد) داشت که از این شمار ۸۴۳ تن شیعه و ۱۷۴ تن اهل سنت بودند.

در اواخر دوران امپراتوری  روسیه و اوایل دوران شوروی شماری از مردم ایل بیات از نواحی دربند در روسیه به آبادی شابران در استان قبه کوچ کردند.
بر اساس نتایج سرشماری کشاورزی آذربایجان در سال ۱۹۲۱ میلادی، دوه‌چی ۹۰۵ آن جمعیت داشت که عمدتاً آذری ذکر شدند و از این شمار ۴۵۹ تن مرد و ۴۴۶ تن زن بودند.
در سال ۱۹۶۱ میلادی آبادی دوه‌چی عنوان شهر را دریافت کرد. در سال ۲۰۱۰ میلادی نام دوه‌چی با نام پیشین و تاریخی‌اش شابران بازگشت.

## پیشینه
در تاریخ صافی آمده است که...نسبت بنای پاره شهرها را در داغستان از قبیل شهر الغون،شابران،شهرکوکب شهرآباد را به اسفندیار داده اند.
در لغتنامه دهخدا ذیل شاوران نیز آمده‌است: نام شهری و ولایتی است از شروان. (برهان قاطع). نام شهری بوده است نزدیک به گنجه و در هند او را شابران نیز گفته‌اند. گویند چاه بیژن در آن حدود بوده. (آنندراج از انجمن آرا). شابران. (شرفنامهٔ منیری). شاوران و شابران شهری است نزدیک گنجه و دربند. (فرهنگ رشیدی): شاوران، قصبهٔ شیروان است، جایی است بدریا نزدیک و با نعمت بسیار و سنگ محک بهمهٔ جهان از آنجا برند. (حدود العالم چ ستوده ص ۱۶۴). رجوع به شابران شود.

## اقتصاد
این شهر بخشی از منطقه اقتصادی یا استان قبه-خاچماز است.
ین شهر دارای شرکت‌های ترابری ریلی، کارخانه فرش، کارخانه لبنیات و کارخانه تولید سنگ خرد شده است.

## آموزش
این شهر دارای ۱ سینما، ۳ کتابخانه، ۵ دبیرستان، ۳ هنرستان و ۵ دبستان است.

## ترابری
بزرگراه باکو - روستوف-نا-دونو و راه‌آهن باکو - مسکو از این شهر می‌گذرد.